# Cameraria betulivora
Cameraria betulivora là một loài bướm đêm thuộc họ Gracillariidae. Nó được tìm thấy ở Canada và Hoa Kỳ (bao gồm Maine và North Carolina).
Sải cánh dài khoảng 7 mm.
Ấu trùng ăn Betula species, bao gồm Betula alleghaniensis, Betula lenta, Betula lutea, Betula papyrifera và Betula populifolia. Chúng ăn lá nơi chúng làm tổ.